# Piute County
Piute County ist ein County im Bundesstaat Utah der Vereinigten Staaten. Der Verwaltungssitz (County Seat) ist Junction. Der größte Ort ist Circleville. Das U.S. Census Bureau hat bei der Volkszählung 2020 eine Einwohnerzahl von 1.438 ermittelt.

## Geographie
Das Piute County hat eine Fläche von 1983 km² (766 mi²), 21 km² davon sind Wasserflächen. Es grenzt im Uhrzeigersinn an die Countys: Wayne County, Iron County, Garfield County, Beaver County und Sevier County.

## Geschichte
Piute County wurde 1865 gegründet. Er hat seinen Namen nach dem Indianerstamm Piute erhalten.

## Demografische Daten

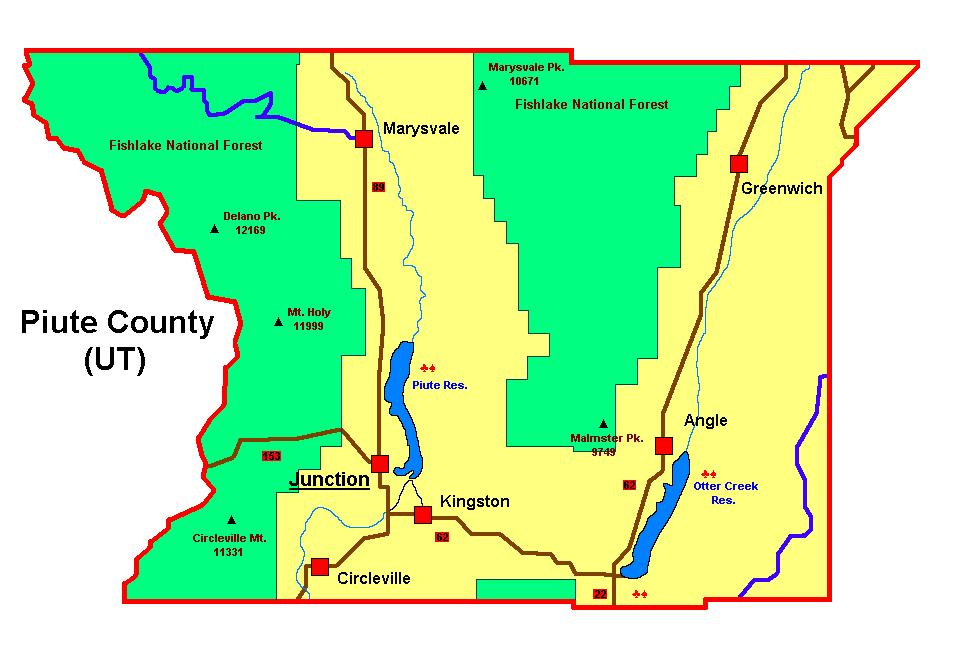
Karte des Piute Countys

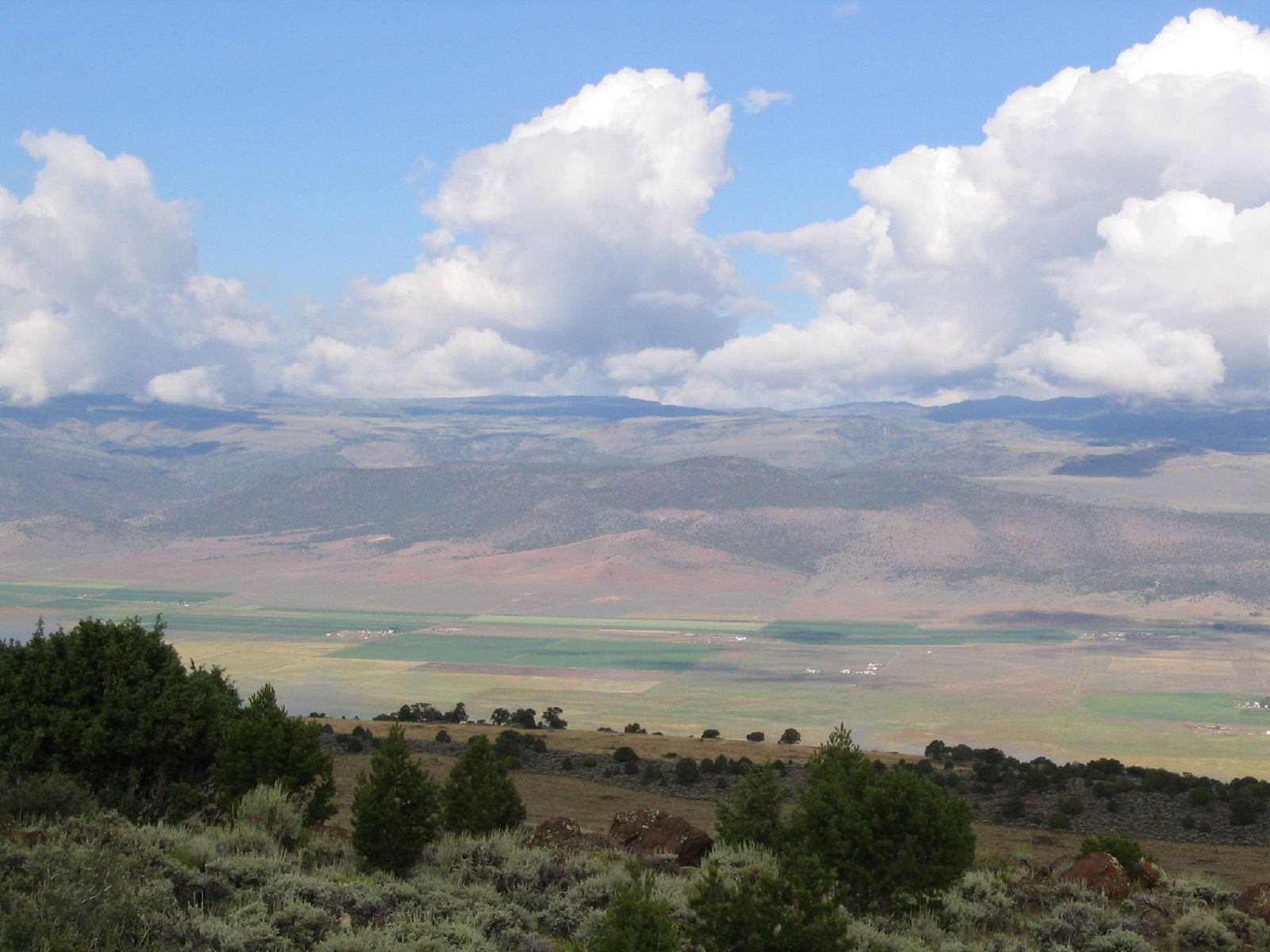
Blick über das Piute County

Nach der Volkszählung im Jahr 2000 lebten im Piute County 1435 Menschen. Es gab 509 Haushalte und 389 Familien. Die Bevölkerungsdichte betrug 1 Einwohner pro Quadratkilometer. Ethnisch betrachtet setzte sich die Bevölkerung zusammen aus 95,61 % Weißen, 0,14 % Afroamerikanern, 1,18 % amerikanischen Ureinwohnern, 0,21 % Asiaten, 0,07 % Bewohnern aus dem pazifischen Inselraum und 1,88 % aus anderen ethnischen Gruppen; 0,91 % stammten von zwei oder mehr ethnischen Gruppen ab. 4,46 % der Bevölkerung waren spanischer oder lateinamerikanischer Abstammung.
Von den 509 Haushalten hatten 33,00 % Kinder und Jugendliche unter 18 Jahre, die bei ihnen lebten. 67,60 % waren verheiratete, zusammenlebende Paare, 5,70 % waren allein erziehende Mütter. 23,40 % waren keine Familien. 22,40 % waren Singlehaushalte und in 11,60 % lebten Menschen im Alter von 65 Jahren oder darüber. Die Durchschnittshaushaltsgröße betrug 2,79 und die durchschnittliche Familiengröße lag bei 3,25 Personen.
Auf das gesamte County bezogen setzte sich die Bevölkerung zusammen aus 30,70 % Einwohnern unter 18 Jahren, 6,60 % zwischen 18 und 24 Jahren, 19,70 % zwischen 25 und 44 Jahren, 26,00 % zwischen 45 und 64 Jahren und 17,10 % waren 65 Jahre alt oder darüber. Das Durchschnittsalter betrug 39 Jahre. Auf 100 weibliche Personen kamen 104,40 männliche Personen, auf 100 Frauen im Alter ab 18 Jahren kamen statistisch 101,60 Männer.
Das jährliche Durchschnittseinkommen eines Haushalts betrug 29.625 USD, das Durchschnittseinkommen der Familien betrug 35.147 USD. Männer hatten ein Durchschnittseinkommen von 26.771 USD, Frauen 18.438 USD. Das Prokopfeinkommen betrug 12.697 USD. 16,20 % der Bevölkerung und 11,70 % der Familien lebten unterhalb der Armutsgrenze. 19,10 % davon waren unter 18 Jahre und 7,00 % waren 65 Jahre oder älter.

## Städte und Orte
- Alunite
- Angle
- Bullion Falls
- Circleville
- Greenwich
- Junction
- Kingston
- Lower Kimberly
- Marysvale
- Pittsburg
- Thompsonville
- Upper Kimberly